# 골장항
골장항은 경상북도 울진군 죽변면 골장리에 있는 어항이다. 1984년 3월 12일 지방어항으로 지정하여 관리하고 있다. 시설관리자는 울진군수이다.

## 어항 연혁
- 계절풍에 의한 NE계 외해파랑이 본항에 직접적 영향을 미쳐 수산자원이 풍부하여 일찍부터 주민 생활 근거지로 발전하여 1984년 2월 12일 2종어항으로 지정하였다.

## 어항 시설
- 발파제, 방사제, 물양장, 선양장

## 주요 어종
- 가자미, 숭어, 양미리, 퉁수(울진대게, 울진송인)